# Tierra Blanca (Zacatecas)
Tierra Blanca – miasto w meksykańskim stanie Zacatecas. Znajduje się na terenie gminy Loreto. W 2010 liczyło 2327 mieszkańców.
Nazwa miejscowości oznacza w języku hiszpańskim „Biała Ziemia”.